# Pniówno
Pniówno (prononciation : [ˈpɲuvnɔ]) est un village polonais de la gmina de Wierzbica dans le powiat de Chełm de la voïvodie de Lublin dans l'est de la Pologne.
Il se situe à environ 3 kilomètres au sud-est de Wierzbica (siège de la gmina), 15 kilomètres au nord-ouest de Chełm (siège du powiat) et 54 kilomètres à l'est de Lublin (capitale de la voïvodie).

## Histoire
De 1975 à 1998, le village est attaché administrativement à la voïvodie de Chełm.
Depuis 1999, il fait partie de la voïvodie de Lublin.